# Louis Ernst
Louis Ernst, auch Ludwig Ernst, (* 2. September 1839 in Siegen; † 2. Januar 1900 ebenda) war Mitglied des Deutschen Reichstags.

## Leben
Ernst absolvierte die Realschule I. Ordnung seiner Vaterstadt und studierte in Bonn und Heidelberg Naturwissenschaften, speziell Chemie. Akademische Lehrer waren unter anderem Robert Bunsen und Emil Erlenmeyer. 1857 wurde er Mitglied der Burschenschaft Frankonia Heidelberg. 1860 promovierte er zum Dr. phil. Er nahm als Seconde-Lieutenant der Reserve bzw. Landwehr-Infanterie an den Feldzügen 1866 und 1870/71 teil.
Im November 1874 wurde er durch eine Nachwahl für den ausgeschiedenen Heinrich von Achenbach Mitglied des Deutschen Reichstags für den Wahlkreis Arnsberg 1 (Siegen, Wittgenstein, Biedenkopf) und die Nationalliberale Partei, er behielt dieses Mandat bis 1878. Er war Stadtverordnetenvorsteher in Siegen. 1890 bis 1899 gehörte er für den Wahlkreis Siegen dem Provinziallandtag der Provinz Westfalen an.
In Siegen war er später Direktor der Wiesenbauschule. Ernst war Vorsitzender der örtlichen Stadtverordnetenversammlung und Mitglied des Kreistages von 1889 bis 1900. Eine Straße in Siegen in der Nähe der früheren Wiesenbauschule ist nach ihm benannt.
Das Kreisarchiv Siegen-Wittgenstein hat jüngst etwa sechzig Briefe von Ernst erworben, die dieser an seine Eltern während des Krieges von 1866 geschrieben hatte. Wegen des schlechten Erhaltungszustandes wurden die Briefe restauriert.